# Цветковский сельсовет
Цветковский сельсовет — административно-территориальная единица и муниципальное образование со статусом сельского поселения в Кизлярском районе Дагестана Российской Федерации.
Административный центр — село Цветковка.

## Населённые пункты
На территории сельсовета находятся населённые пункты:
1. село Цветковка
2. село Виноградное
3. село Серебряковка

## Население
| 2002  | 2010  | 2012  | 2013  | 2014  | 2015  | 2016  |
| ----- | ----- | ----- | ----- | ----- | ----- | ----- |
| 2939  | ↗4747 | ↗4867 | ↗4964 | ↗5096 | ↗5220 | ↗5317 |
| 2017  | 2018  | 2019  | 2020  | 2021  | 2023  | 2024  |
| ↗5425 | ↗5547 | ↗5599 | ↗5694 | ↘5541 | ↗5692 | ↗5840 |